# Portada/efemèride gener 8
Noah Cyrus
« 7 de gener · 8 de gener · 9 de gener »